# Janusz Pezda (historyk)
Janusz Józef Pezda (ur. 1960) – polski historyk, doktor habilitowany nauk humanistycznych.

## Życiorys
Urodził się w 1960. W 2002 obronił pracę doktorską pt. Finanse w działalności księcia Adama Jerzego Czartoryskiego i jego obozu na emigracji w latach 1831–1848 na Wydziale Historycznym Uniwersytetu Jagiellońskiego (promotor prof. Antoni Cetnarowicz). 28 lutego 2014 uzyskał stopień doktora habilitowanego na podstawie rozprawy Historia Biblioteki Polskiej w Paryżu w latach 1830–1893. Członek Komisji Historii Nauki Polskiej Akademii Umiejętności. Adiunkt w Instytucie Historii UJ.
W 2023 został odznaczony Brązowym Krzyżem Zasługi.

## Publikacje
- Katalog rękopisów Biblioteki Książąt Czartoryskich w Krakowie: sygnatury 5320–5441, 2007.
- Historia Biblioteki Polskiej w Paryżu w latach 1838–1893, 2013.